# Карлос Муньйос (мексиканський футболіст)
Карлос Едуардо Муньйос (ісп. Carlos Eduardo Muñoz, нар. 8 вересня 1962, Сан-Луїс-Потосі) — мексиканський футболіст, що грав на позиції півзахисника, зокрема за «УАНЛ Тигрес», а також національну збірну Мексики.

## Клубна кар'єра
У дорослому футболі дебютував 1979 року виступами за команду «Атлетіко Потосіно» з рідного міста, в якій провів три сезони, взявши участь у 83 матчах чемпіонату. 
1982 року приєднався до «УАНЛ Тигрес», в якому провів решту ігрової кар'єри, що тривала до 1995 року. Більшість часу, проведеного у складі «УАНЛ Тигрес», був ключовим гравцем півзахисту команди, провів у її формі 365 ігор мексиканського чемпіонату.

## Виступи за збірні
Протягом 1980—1981 років захищав кольори молодіжної збірної Мексики. Був у її складі учасником молодіжної першості світу 1981 року, де мексиканці не подолали груповий етап.
1983 року дебютував в офіційних матчах у складі національної збірної Мексики. Протягом кар'єри у національній команді, яка тривала 9 років, провів у її формі 56 матчів, забивши 2 голи.
Був основним гравцем мексиканської команди на домашньому для неї чемпіонаті світу 1986 року, а також на розіграші Золотого кубка КОНКАКАФ 1991, де мексиканці здобули бронзові нагороди.

## Титули і досягнення
- Бронзовий призер Золотого кубка КОНКАКАФ: 1991